# Ellobius lutescens
Ellobius lutescens és una espècie de mamífer rosegador de la família dels cricètids. Viu a altituds d'entre 700 i 2.500 msnm a Armènia, l'Azerbaidjan, l'Iran, l'Iraq i Turquia. Es tracta d'un animal excavador que s'alimenta de les parts subterrànies de les plantes. Els seus hàbitats naturals són les estepes i els herbassars de muntanya. És una espècie en risc mínim, és a dir, no sembla que hi hagi cap amenaça significativa per a la seva supervivència. El seu nom específic, lutescens, significa ‘pantanós’ en llatí.